# ريكاردو فيريرو
ريكاردو فيريرو (بالإسبانية: Ricardo Ferrero)‏ (5 أبريل 1955 بقرطبة في الأرجنتين - 16 نوفمبر 2015) هو مدرب كرة قدم ولاعب كرة قدم أرجنتيني في مركز حراسة المرمى. لعب مع انيستتوتو وراسينغ سانتاندير وروزاريو سنترال وفيرو كاريل أويستي وكروز آزول ونادي برشلونة.

## وصلات خارجية
- ريكاردو فيريرو على موقع قاعدة بيانات كرة القدم.إي يو (الإنجليزية)
- ريكاردو فيريرو على موقع عالم كرة القدم.نت (الإنجليزية)